# Politikens filmjournal 057
|  | Denne artikel er oprettet af botten Steenthbot ud fra en ekstern database. Den kan derfor have sproglige fejl eller mangler. Denne skabelon kan fjernes efter kontrol af indholdet. |

Politikens filmjournal 057 er en dansk dokumentarisk optagelse fra 1950.

## Handling
1) Århus og Københavns universiteter dyster i roning. Rektorene H.M. Hansen Franz Blatt samt professor Hakon Lund var dommere. Politikens redaktør Niels Hasager overrakte præmien til det københavnske vinderhold.

2) Det øverste råd forsamlet i Kreml. Stalin er til stede.

3) Største traktordemonstration i Skandinavien afvikles ved Skanderborg.

4) Internationalt militærsportsstævne i Frankrig. Danmark deltog i flere af disciplinerne, bl.a. 3000 meter forhindringsløb. Kuglestøderen Ove Eriksen fik en 2. plads, ligesom stangspringeren Kurt Nielsen. I alt blev det til 5 sølvmedaljer til de danske atleter.

5) Indvielse af astmahjemmet for danske børn ved Kongsberg i Norge. Kronprins Olav og Borghild Bendixen deltager.

6) Miss Europa kåres i Italien.

7) Boksning: Verdensmesterskabet i mellemvægt i Detroit, USA. Jake LaMotta vinder over franskmand.